# 556
Năm 556 là một năm trong lịch Julius.

## Sinh
8 tháng 4 - Đường Cao Tổ, hoàng đế khai quốc của triều Đường  (m.635)